# Caradrina catalana
Caradrina catalana là một loài bướm đêm trong họ Noctuidae.